# Список дитячих ігор

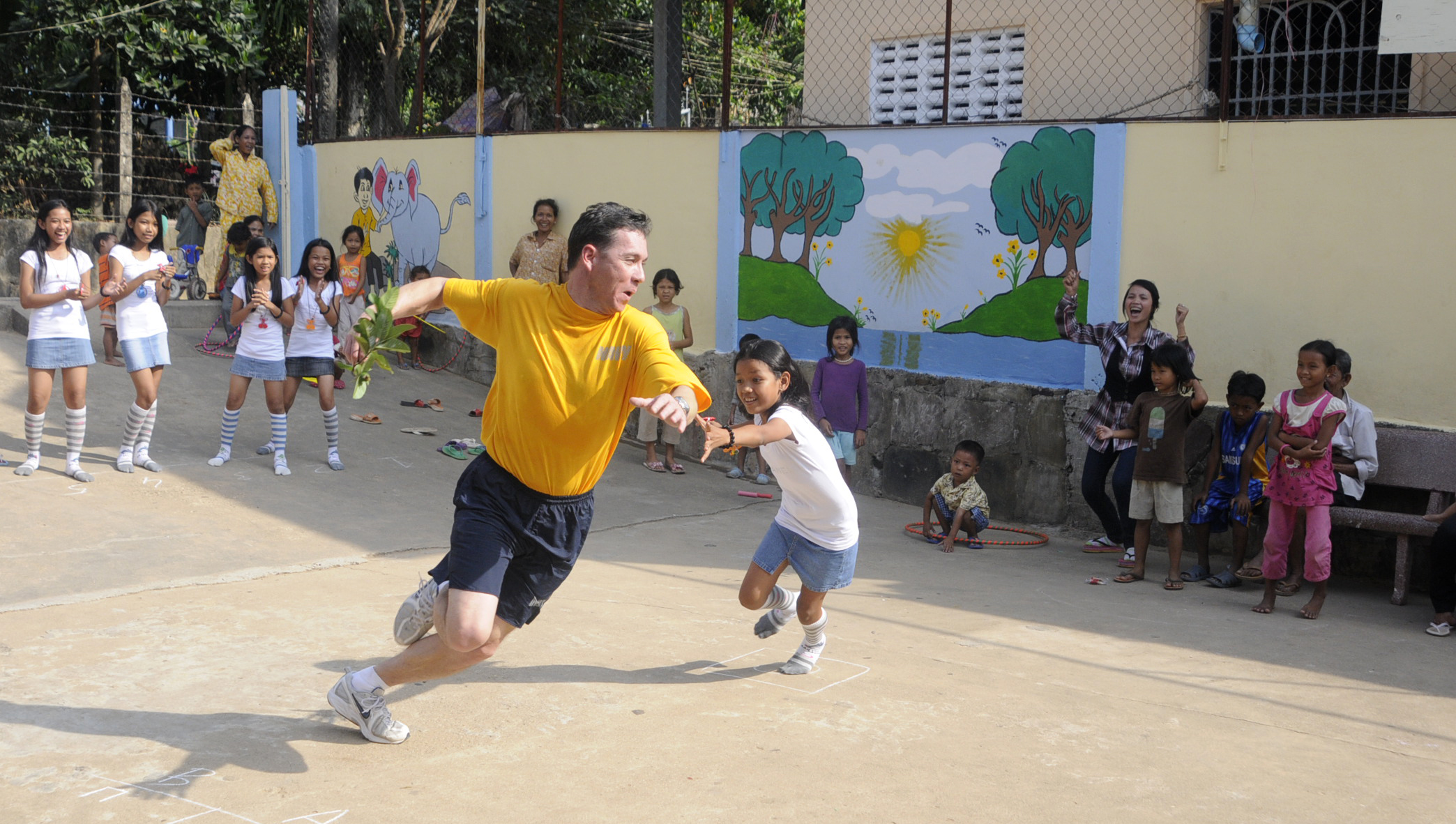
Дитина грає у квача.

Це список ігор, у які грають діти в різних країнах світу. Традиційні дитячі ігри не включають комерційні товари, як настільні ігри, але включають ігри, для яких потрібні реквізити, такі як класики або кульки (іграшки входять до списку іграшок, якщо тільки іграшки не використовуються в кількох іграх або окрема гра не названа на честь іграшки; таким чином, «скакалка» — це гра, а «драбина Якова » — це іграшка). Незважаючи на те, що традиційні ігри передавалися переважно з вуст в уста, оскільки не вважалися придатними для академічного вивчення чи уваги дорослих, вони «не лише не зникли, а й з часом еволюціонували в нові версії». 
Традиційні дитячі ігри визначаються як «ті, в які грають неформально з мінімальним обладнанням, яких діти навчаються на прикладі інших дітей і в які можна грати без покликання на письмові правила. У ці ігри зазвичай грають діти віком від 7 до 12 років, з певною свободою дій на обох кінцях вікового діапазону».  «Традиційні дитячі ігри (інша назва - народні) – це ті, що передаються від дитини до дитини, з покоління в покоління, неформально, з уст в уста». Більшість з них включають принаймні дві з наступних шести ознак у різній пропорції: фізична майстерність, стратегія, випадковість, повторення візерунків, креативність та запаморочення. 

## Історія
Починаючи з 18 століття, дослідники почали більше цікавитися значенням традиційних ігор для з'ясування культурних цінностей та ідентичностей. Сучасні Олімпійські ігри були засновані П'єром де Кубертеном на основі гасла «Усі ігри, всі нації», хоча цей аспект Олімпіади ніколи не був повністю реалізований і швидко зник через кілька років, і в основному грали лише західні види спорту . У деяких європейських країнах відродження традиційних ігор слугувало способом вираження регіональної ідентичності в політичному чи освітньому плані. 

## Ігри з тегами
- Tag[4][5]
  - Ball tag
  - Chain tag
  - Cops and robbers (Cowboys and Indians)
  - Freeze tag[6]
  - Ghost in the graveyard
  - Kiss chase
  - Stuck in the mud
- Atya-patya
- Blind man's buff[5]
- British Bulldog
- Capture the flag (Stealing Sticks)
- Duck, duck, goose
- Duck on a rock
- Kabaddi
- Kho-kho
- Kick the can
- Langdi
- Marco Polo
- Monkey on Woodchips (Grounders)
- Patintero
- Pie
- Poison
- Puss in the corner[6]
- Ringolevio
- Sharks and minnows
- Statues (red light, green light; Grandmother's Footsteps)
- Tumbang preso
- What's the time, Mr Wolf?
- Chor Police

## Ігри на хованки
- Хованки
- Пікабу
- Сардинки

## Ігри з обладнанням
- Ball games[4][5]
- Ball in a Cup
- Baseball
- Basketball
- Beanbag toss
- Blow football
- Catch
- Conkers
- Continuous cricket
- Dandy shandy
- Dodgeball
- Football
- Four Square (Kingey)
- French cricket
- Gaga
- Handball
- Hoop rolling
- Horseshoes
- Hula hoop
- Kickball
- Kick-to-kick
- Lagori
- Marbles[4][5]
- Minkey
- Mumblety-peg[7]
- Musical Chairs
- Paddle ball
- Paper football
- Punchball
- Queenie[8]
- Silent ball
- Soccer hockey
- Spinning top
- Spud
- Stickball
- String games[5] (cat's cradle)
- Stoop ball
- Tennis
- Tetherball
- Tug of war

## Ігри зі стрибками
- Ампе з Гани
- Подвійний голландець (скакалка)
- Джампінґ Джекс
- Стрибки через скакалку   (Скакалка)
- Джампсі (також відомі як китайські скакалки, гумки або гуммітвісти)
- Leapfrog

### Стрибкові ігри
- Класики
- Ланга (гра)
- Кальмар (гра)

- Китайські шепоти (Телефон  )
- Концентрація
- Ось іде старий солдат із Ботані-Бей (Старий солдат)
- Я зібрав свою сумку
- Гра Кім

## Ігри для дому
- Полювання на наперсток  (Гаряче та холодне)
- Бобове стебло Huckle Buckle (Гаряча квасоля з маслом  )
- Я шпигую
- Правда чи виклик?
- Вбивство підморгуванням

## Ручні ігри
- Chopsticks
- Clapping games[4][5]
  - Concentration 64 (clapping, memory game)
  - Double Double This This
  - Down Down Baby
  - Down by the Banks
- Hand games[4]
- Mary Mack
- Pat-a-cake
- Pass the ring
- Red hands
- Rock paper scissors
- Thumb war

## Інші традиційні дитячі ігри
- Buck buck (High Cockalorum)

- Bulleribock (Sweden)
- Button, button, who's got the button?
- Counting out[4][5]
- Crack the whip
- Game of dares[9]
- Floor is Lava
- Follow the leader
- Four corners (game)
- House[10]
- Hurray
- Jinx
- Keep Away (Monkey in the middle)
- Knock, Knock, Ginger (Ding dong ditch)
- Knucklebones[5] (jackstones,[4] Jacks[5])
- Limbo
- London Bridge
- Mother May I?
- Oshikura Manju
- Paper fortune teller
- Pencil fighting
- Piljke
- Pitching pennies
- Poohsticks
- Push-pin
- Red Rover
- Ring a Ring o' Roses
- Seven Up
- Simon says[10]
- Singing games
- Skully
- Skyscope (Poland)
- Sleeping lions
- Stone skipping
- Tic-tac-toe
- Tip-cat
- Tsere tsere[11]
- Wrestling|